# Ryszard Sekulski
Ryszard Sekulski (ur. 17 grudnia 1947 w Rudniku nad Sanem, zm. 4 lipca 2022 w Junction Village (okolice Melbourne) – polski piłkarz, grający na pozycji lewego napastnika i pomocnika.

## Kariera
Był zawodnikiem lewonożnym. Swoją karierę rozpoczął w Unii Nowa Sarzyna. Do Mielca trafił w połowie 1967. Zadebiutował 19 listopada 1967 w meczu z Unią Oświęcim wygranym 2:0. Ze Stalą zdobył 2 tytuły mistrza Polski w 1973 i 1976. Obok Witolda Karasia zdobył najwięcej goli dla Stali w Europejskich Pucharach (3). Stal opuścił w 1976 i przez półtora sezonu grał w Siarce Tarnobrzeg, a następnie wyjechał do Australii, gdzie grał w polonijnym klubie Maribyrnong Polonia z Melbourne.